# Maciej Stanisław Tarkowski
Maciej Stanisław Tarkowski – polski biolog, dr hab., pracownik Instytutu Medycyny Pracy im. prof. dr. med. Jerzego Nofera. Specjalizuje się w biologii medycznej.
W 1994 r. uzyskał stopień naukowy doktora. Praca doktorska nosiła tytuł: Wpływ formaldehydu na powstawanie nadwrażliwości wczesnej na owalbuminę”. Promotorem pracy doktorskiej był Paweł Górski. W 2005 r. Tarkowski otrzymał stopień naukowy doktora habilitowanego. Praca habilitacyjna nosiła tytuł: „Udział limfocytów T w mechanizmach wtórnej odpowiedzi immunologicznej na alergen oraz ich znaczenie w przebiegu reakcji zapalnej”.